# 国富町立木脇中学校
国富町立木脇中学校（くにとみちょうりつ きわきちゅうがっこう）は、宮崎県東諸県郡国富町大字木脇にある公立の中学校。

## 概要
歴史
1947年（昭和22年）の学制改革により、新制中学校として創立。現校名となったのは1957年（昭和32年）。2022年（令和4年）に創立75周年を迎えた。
校訓
「自主・明朗・実践」
校章
校名の頭文字である「木」の文字を図案化したものの中央に桜の花弁と「中」の文字を配している。
校歌
作詞は江原白村、作曲は海老原直による。歌詞は3番まであり、3番の歌詞中に校名の「木脇中」が登場する。
通学区域
国富町立木脇小学校区。

## 沿革
- 1947年（昭和22年）5月8日 - 学制改革（六・三制の実施）により、新制中学校「木脇村立木脇中学校」が開校。
- 1957年（昭和32年）3月31日 - 木脇村の国富町への編入に伴い、「国富町立木脇中学校」（現校名）に改称。

## 制服
男子　
- 冬服 - 標準的な学生服上下
- 夏服 - カッターシャツ、スラックス

女子　
- 冬服 - セーラー服上下
- 夏服 - カッターシャツ、吊りスカート

## 行事
- 入学式
- 生徒総会
- 体育大会
- 文化発表会
- ロードレース大会
- 立志式（2年）
- 卒業式

## 部活動
運動部
- 陸上競技部
- サッカー部
- 男子バレーボール部
- 女子バレーボール部

文化部
- 吹奏楽部

## 交通
最寄りのバス停留所
- 宮崎交通バス 「木脇学校下」下車 徒歩5分

最寄りの幹線道路
- 宮崎県道355号旭村木脇線

## 周辺
- 国富町立木脇小学校
- 国富町木脇児童館
- 木脇保育園
- 木脇郵便局
- 赤池神社
- 深年川